# Monti Bambouto

Le più importanti formazioni geologiche nelle vicinanze della linea vulcanica del Camerun.

I Monti Bambouto o Massiccio del Bambouto, sono un gruppo di vulcani che fanno parte della linea vulcanica del Camerun. Sono situati nell'Altopiano occidentale del Camerun e a nord si fondono con il Massiccio dell'Oku.

## Geologia
È un vasto complesso vulcanico che si estende in direzione Nordest-Sudovest per oltre 50 km; la vetta più alta raggiunge i 2,679 m attorno al bordo della caldera di 10 km di diametro.
Le datazioni della lava indicano età comprese tra 23 e 6 milioni di anni fa, con una serie basaltica sottostante e una serie superiore costituita da trachite, trachifonoliti e fonolite.

## Ambiente
La parte del massiccio al di sopra dei 2.000 m ha un clima fresco e nuvoloso, con 2.510 mm di piogge all'anno. I suoli sono acidi, poveri in fosfati e poco fertili.
A causa della pressione antropica, il bestiame viene allevato su pendii ripidi, causando erosioni e ulteriore perdita di fertilità. Il bestiame viene anche portato a pascolare sui pendii più elevati dove altre coltivazioni per l'alimentazione umana risultano antieconomiche.